# Marian Plezia
Marian Plezia (ur. 26 lutego 1917 w Krakowie, zm. 3 listopada 1996 tamże) – polski filolog klasyczny, mediewista, leksykograf, profesor w Instytucie Filozofii i Socjologii PAN, a następnie Instytucie Języka Polskiego PAN, członek Polskiej Akademii Nauk i Polskiej Akademii Umiejętności, długoletni redaktor Słownika łaciny średniowiecznej w Polsce.
Syn profesora gimnazjalnego Jakuba Plezi i Zofii z domu Zbrożek. Jego ciotką była Jadwiga Harasowska, dziennikarka i wydawca. Odznaczony Krzyżem Oficerskim Orderu Odrodzenia Polski (1964), laureat Nagrody im. Księdza Idziego Radziszewskiego za rok 1980 przyznawaną przez Towarzystwo Naukowe KUL.

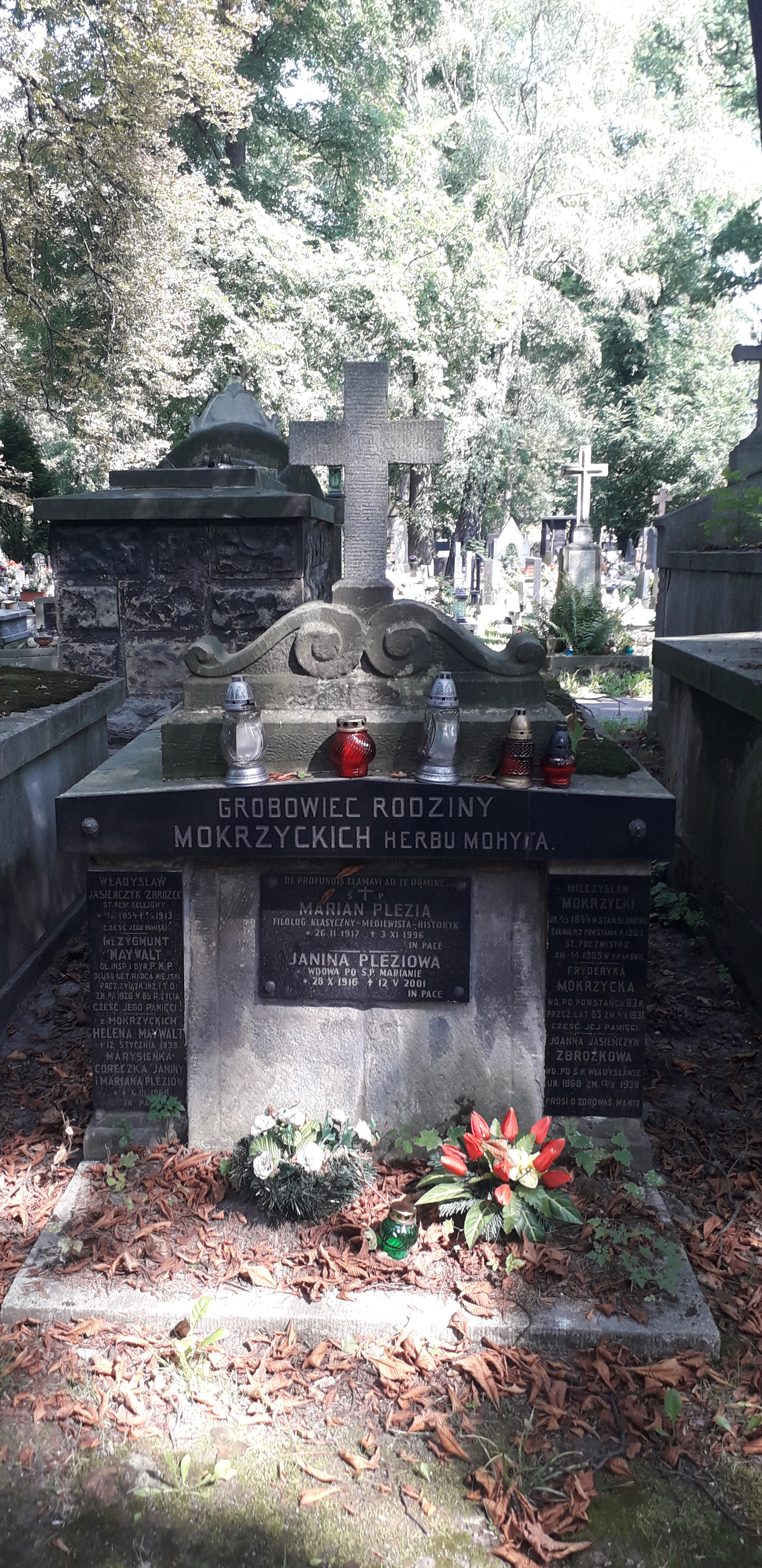
Nagrobek Mariana Plezi na cmentarzu Rakowickim w Krakowie

## Najważniejsze prace
- De Andronici Rhodii studiis aristotelicis. Kraków 1946. Wyd. PAU
- Kronika Galla na tle historiografii XII wieku. Kraków 1947. Wyd. PAU
- De commentariis isagogicis. Kraków 1949. Wyd. PAU
- Okruchy ze stołu Arystotelesa i Cycerona: studia i szkice. Warszawa 2000. Wyd. OBTA
- Dookoła reformy szkolnej Stanisława Konarskiego: studia klasyczne pijarów polskich. Lublin 1953
- Scripta minora: łacina średniowieczna i Wincenty Kadłubek. Kraków 2001. Wyd. DWN
- Dookoła sprawy świętego Stanisława: studium źródłoznawcze. Kraków 2003. Wyd. Homini

## Wydania tekstów
- (Aristotelis) Epistularum fragmenta cum Testamento (Varsoviae 1961. PWN)
- Aristotelis privatorum scriptorum fragmenta (Lipsk 1977. Teubner)
- Greckie i łacińskie źródła do najstarszych dziejów Słowian (Poznań 1952-. Polskie Towarzystwo Ludoznawcze)
- Mistrza Wincentego zwanego Kadłubkiem Kronika polska (Kraków 1994. Polska Akademia Umiejętności)

## Prace leksykograficzne
- Słownik łacińsko-polski. I wyd. Warszawa 1959–1979. Wyd. PWN
- Słownik łaciny średniowiecznej w Polsce (łac.: Lexicon Mediae et Infimae Latinitatis Polonorum). Wrocław-Kraków-Warszawa 1953-. Zakład Narodowy im. Ossolińskich (redaktor w latach 1953–1988)

## Tłumaczenia
- Maciej Kazimierz Sarbiewski. O poezji doskonałej, czyli Wergiliusz i Homer. Wrocław 1954. Zakład Narodowy im. Ossolińskich Wydawnictwo Polskiej Akademii Nauk
- Jakub de Voragine. Złota legenda: wybór. Warszawa 2000. Wyd. Prószyński i S-ka (wraz z Janiną Pleziową)